# Indische Cricket-Nationalmannschaft in Australien in der Saison 1947/48
Die Tour der indischen Cricket-Nationalmannschaft nach Australien in der Saison 1947/48 fand vom 28. November bis zum 10. Februar 1948. Die internationale Cricket-Tour war Bestandteil der Internationalen Cricket-Saison 1947/48 und umfasste fünf Tests. Australien gewann die Serie 4–0.

## Vorgeschichte
Für beide Mannschaften war es die erste Tour der Saison.
Es war das erste Aufeinandertreffen der beiden Mannschaften bei einer Tour.

## Stadien
Die folgenden Stadien wurden für die Tour als Austragungsort vorgesehen.
| Stadion                  | Stadt     | Kapazität | Spiele       |
| ------------------------ | --------- | --------- | ------------ |
| Adelaide Oval            | Adelaide  | 53.583    | 4. Test      |
| The Gabba                | Brisbane  | 42.000    | 1. Test      |
| Melbourne Cricket Ground | Melbourne | 100.024   | 3. & 5. Test |
| Sydney Cricket Ground    | Sydney    | 48.000    | 2. Test      |

## Kaderlisten
Die Mannschaften benannten die folgenden Kader.
| Test | Test |
| Australien | Indien |
| --- | --- |
| - Donald Bradman (K) - Sid Barnes - Bill Brown - Bruce Dooland - Ron Hamence - Neil Harvey - Lindsay Hassett - Ian Johnson - Len Johnson - Bill Johnston - Ray Lindwall - Sam Loxton - Colin McCool - Keith Miller - Arthur Morris - Doug Ring - Don Tallon (wk) - Ernie Toshack | - Lala Amarnath (K) - Hamu Adhikari - Amir Elahi - Vijay Hazare - Jenni Irani (wk) - Gogumal Kishenchand - Vinoo Mankad - Gul Mohammad - C. S. Nayudu - Dattu Phadkar - Commandur Rangachari - Khandu Rangnekar - Chandu Sarwate - Khokhan Sen (wk) - Kanwar Rai Singh - Ranga Sohoni |

## Tour Matches
Indien spielte während der Tour neun Tour Matches.

## Tests

### Erster Test in Brisbane
| 28. November – 4. Dezember Scorecard | Brisbane | Australien 382-8d (115)                           | – | Indien 58 (21.3) & 98 (49.7) (f/o) |
|                                      |          | Australien gewinnt mit einem innings und 226 Runs |   |                                    |

Australien gewann den Münzwurf und entschied sich als Schlagmannschaft zu beginnen. Für sie formten die Eröffnungs-Batter Bill Brown und Arthur Morris eine Partnerschaft. Brown erreichte 11 Runs und wurde durch Donald Bradman gefolgt. Morris schied nach 47 Runs aus und der ihm folgende Lindsay Hassett erreichte 48 Runs. Daraufhin kam Keith Miller aufs Feld und der Tag endete beim Stand von 273/3. Am zweiten Tag konnte nur wenig gespielt werden und die Partnerschaft zwischen Bradman und Miller beendete diesen beim Stand von 309/3. Nach einem Ruhetag schied Bradman am dritten Spieltag nach einem Century über 185 Runs aus 336 Bällen aus. Der für ihn ins Spiel kommende Colin McCool erreichte 10 Runs, bevor auch Miller nach einem Fifty über 58 Runs ausschied. Bald darauf deklarierte Australien das Innings nach 115 Overn. Beste indische Bowler waren Lala Amarnath mit 4 Wickets für 84 Runs und Vinoo Mankad mit 3 Wickets für 113 Runs. Der indische Eröffnungs-Batter Chandu Sarwate erzielte 12 Runs, bevor Vijay Hazare und Lala Amarnath eine Partnerschaft formten. Hazare erreichte 10 Runs und Amarnath 22 Runs. Kurz darauf fiel das letzte Wicket des Innings nach nur 58 Runs und Indien hatte einen Rückstand von 324 Runs. Bester australischer Bowler war Ernie Toshack mit 5 Wickets für 2 Runs. Indien wurde zum Follow-on aufgefordert. Eröffnungs-Batter Chandu Sarwate formte mit Gul Mohammad eine Partnerschaft. Mohammad schied nach 13 Runs aus, ebenso wie der ihm folgende Hemu Adhikari. Als Vijay Hazare aufs Feld kam, endete der Tag beim Stand von 41/4. Am vierten Spieltag war abermals nur wenig Spielzeit gegeben und die Partnerschaft endete den Tag beim Stand von 41/4. Nach einem Tag an dem kein Spiel möglich war, konnte am sechsten Spieltag Hazare 18 Runs erzielen. Sarwate verlor sein Wicket nach 26 Runs und kurz darauf stand die Innings-Niederlage für Indien fest. Bester australischer Bowler war Ernie Toshack mit 6 Wickets für 29 Runs.

### Zweiter Test in Sydney
| 12. – 18. Dezember Scorecard | Sydney | Indien 188 (70) & 61-7 (37) | – | Australien 107 (46.2) |
|                              |        | Remis                       |   |                       |

Indien gewann den Münzwurf und entschied sich als Schlagmannschaft zu beginnen. Nachdem sie ihre Eröffnung-Batter verloren hatten, formten Gul Mohammad und Vijay Hazare eine Partnerschaft die den Tag beim STand von 38/2 beendete. Am zweiten Tag gelang es Mohammad 29 Runs zu erzielen und wurde durch Lala Amarnath ersetzt. Hazara erreichte 16 Runs, woraufhin Gogumal Kishenchand aufs Feld kam. Amarnath konnte 25 Runs erzielen und als Dattu Phadkar ins Spiel kam, schied auch Kishenchand nach 44 Runs aus. Phadkar verlor daraufhin das letzte Wicket des Innings nach einem Fifty über 51 Runs. Bester australischer Bowler war Colin McCool mit 3 Wickets für 71 Runs. Für Australien formten Bill Brown und Arthur Morris die Eröffnungs-Partnerschaft. Brown erzielte 18 Runs und wurde gefolgt durch Donald Bradman, woraufhin der Tag beim Stand von 28/1 endete. Nach einem Ruhetag und zwei Tagen an dem spielen nicht möglich war, gelangen Morris 10 Runs und als Keith Miller aufs Feld kam, schied auch Bradman nach 13 Runs aus. Er wurde durch Ron Hamence ersetzt und als Miller sein Wicket nach 17 Runs verlor, schied kurz darauf auch Hamence nach 25 Runs aus. Da sich kein weiterer Spieler etablieren konnte, beendete Australien das Innings mit einem Rückstand von 71 Runs. Beste indische Bowler waren Vijay Hazare mit 4 Wickets für 29 Runs und Dattu Phadkar mit 3 Wickets für 14 Runs. Für Indien erzielte Eröffnungs-Batter Amir Elahi 13 Runs, bevor Vijay Hazare eine Partnerschaft mit Lala Amarnath formte. Amarnath schied nach 14 Run aus und der Tag endete als Hazare 13* Runs erzielte. Am sechsten Tag war kein spielen möglich und so endete das Spiel in einem Remis. Bester australischer Bowler war Bill Johnston mit 3 Wickets für 15 Runs.

### Dritter Test in Melbourne
| 1. – 5. Januar Scorecard | Melbourne | Australien 394 (94.1) & 255-4d (65) | – | Indien 291-9d (69) & 125 (25.7) |
|                          |           | Australien gewinnt mit 233 Runs     |   |                                 |

Australien gewann den Münzwurf und entschied sich als Schlagmannschaft zu beginnen.

### Vierter Test in Adelaide
| 23. – 29. Januar Scorecard | Adelaide | Australien 674 (151.3)                           | – | Indien 381 (109.1) & 277 (92.5) (f/o) |
|                            |          | Australien gewinnt mit einem Innings und 16 Runs |   |                                       |

Australien gewann den Münzwurf und entschied sich als Schlagmannschaft zu beginnen.

### Fünfter Test in Melbourne
| 6. – 10. Februar Scorecard | Melbourne | Australien 575-8d (128)                           | – | Indien 331 (123) & 67 (24.2) (f/o) |
|                            |           | Australien gewinnt mit einem Innings und 177 Runs |   |                                    |

Australien gewann den Münzwurf und entschied sich als Schlagmannschaft zu beginnen.